# Donald Dell
Pour les articles homonymes, voir Dell (homonymie).
Donald Dell est un joueur de tennis américain, né le 17 juin 1938 à Bethesda.
Il est membre du International Tennis Hall of Fame depuis 2009. Il est le frère aîné de Dick Dell, également joueur de tennis.

## Palmarès
- US Open : Quart de finaliste en 1961
- Masters de Cincinnati : Finaliste en 1959